# Rt Fligeli
Rt Fligely (ruski: мыс Флигели) je najsjevernija točka Europe, Euroazije, Afroeuroazije i Rusije. Nalazi se 911 km od Sjevernog pola, na sjevernoj obali otoka Rudolfa jednog iz skupine otoka Zemlje Franje Josipa. Ovaj rt je prva posjetila Austro-Ugarska ekspedicija 12. travnja 1874. godine, ime je dobio po austrijskom kartografu Augustu von Fligelyu.  Ovo mjesto prvi su posjetili mornar Antonio Zaninović, pomorski dočasnik Edward Eagle i voditelj ekspedicije Julius von Payer. Administrativno pripada Arhangelskoj oblasti.